# Kabupaten Ciamis
Kabupaten Ciamis är ett kabupaten i Indonesien.   Det ligger i provinsen Jawa Barat, i den västra delen av landet, 210 km sydost om huvudstaden Jakarta. Antalet invånare är 1 626 611.